# Liste der Straßen und Plätze in Berlin-Hansaviertel

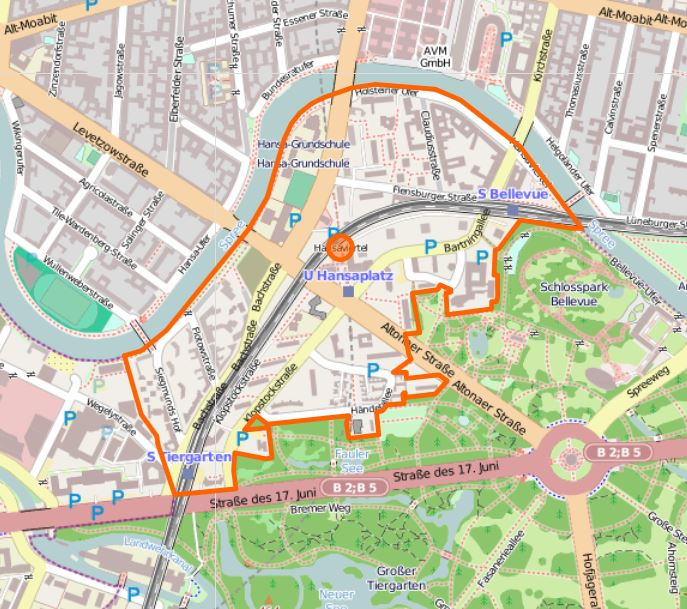
Übersichtsplan von Berlin-Hansaviertel

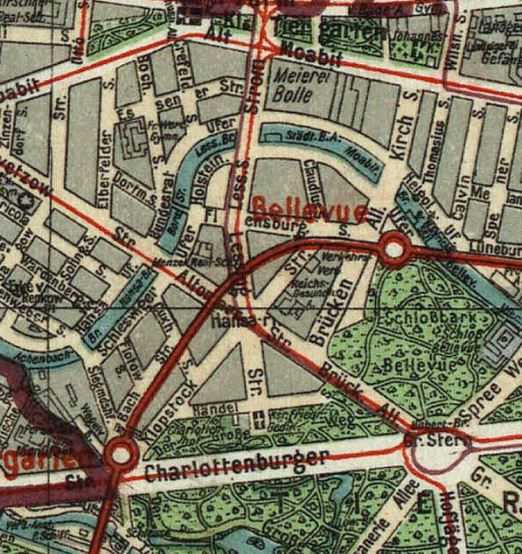
Das alte Hansaviertel 1925

Die Liste der Straßen und Plätze in Berlin-Hansaviertel beschreibt das Straßensystem im Berliner Ortsteil Hansaviertel mit den entsprechenden historischen Bezügen. Gleichzeitig ist diese Zusammenstellung ein Teil der Listen aller Berliner Straßen und Plätze.

## Überblick

### Ortslage
Das Hansaviertel entstand in den 1870er und 1880er Jahren auf einem Bogen der Spree als bürgerliches Wohngebiet mit geschlossener Blockrandbebauung, vorrangig mit Villen und besseren Stadthäusern bebaut. Ein Teil der Straßen erhielt Namen mit Bezug zu Norddeutschland während weitere Straßen nach Komponisten und Dichtern benannt wurden. Das Hansaviertel gehörte bis 1920 zum Stadtteil Tiergarten, danach bei der Bildung von Groß-Berlin zum Bezirk Tiergarten. Im Zweiten Weltkrieg war das Hansaviertel eines der am stärksten zerstörten Stadtviertel Berlins. Der südlich des Stadtbahnviadukts gelegene Teil des Hansaviertels wurde im Rahmen der Internationalen Bauausstellung 1957 Interbau unter teilweiser Aufgabe des alten Straßenrasters im Stil der Klassischen Moderne neu errichtet. Viele dieser Bauten sind denkmalgeschützt. Mit der Bezirksreform 2001 wurde das Hansaviertel zu einem eigenen amtlichen Ortsteil im Berliner Bezirk Mitte. Der Ortsteil ist der flächenmäßig kleinste und einer der am dichtest besiedelten unter den Berliner Ortsteilen.
Das Hansaviertel hat 6.075 Einwohner (Stand: 31. Dezember 2023) und umfasst die Postleitzahlenbereiche 10555 und 10557.

### Straßensystem
Die Berliner Straßenliste nennt 16 Straßen im Ortsteil mit einer Gesamtlänge von 5,4 Kilometer. Von diesen laufen zwei Straßen über die Ortsteilgrenze. Durch die Lage des Ortsteiles in der Berliner Mitte und dem Spreebogen führen zwar keine Bundesstraßen durch den Ortsteil, jedoch von den Hauptstraßen gehören 1300 Meter im Berliner Straßennetz zum übergeordneten System: Altonaer, Bach- und Lessingstraße. Die Bartningallee und die Klopstockstraße sind als Ergänzungsstraßen (Zuführung) der Kategorie IV im Verzeichnis aufgenommen. Das Spreeufer ist meist auf Gehwegen erreichbar. Das Schleswiger Ufer und Holsteiner Ufer ist als „STRA“ in der amtlichen Liste enthalten, 30 Meter vom letzteren als „FUWE“ (Fußweg). Als Objekt der Straßenliste ist zudem der Englische Garten in der RBS-Klasse „PARK“ und nach Okstra als Fußgängerbereich aufgenommen. An der Spree entlang liegen Abschnitte von zwei Grünen Hauptwegen: Spreeweg und Tiergartenring.

## Übersicht der Straßen und Plätze
Die nachfolgende Tabelle gibt eine Übersicht über die vorhandenen Straßen und Plätze im Ortsteil sowie einige dazugehörige Informationen.
- Name/Lage: aktuelle Bezeichnung der Straße oder des Platzes. Über den Link Lage kann die Straße oder der Platz auf verschiedenen Kartendiensten angezeigt werden. Die Geoposition gibt die Lage der ungefähren Mitte der Straßenlänge an.
- Im amtlichen Straßenverzeichnis nicht aufgeführte Verkehrswege sind mit * gekennzeichnet.
- Ehemalige oder nicht mehr gültige Straßennamen sind kursiv gesetzt. Für bedeutende ehemalige Straßen oder historische Straßennamen ist gegebenenfalls eine gesonderte Liste vorhanden.
- Länge/Maße in Metern:
Die in der Übersicht enthaltenen Längenangaben sind  gerundete Übersichtswerte, die in Google Earth mit dem dortigen Maßstab ermittelt wurden. Sie dienen Vergleichszwecken und werden, sofern amtliche Werte bekannt sind, ausgetauscht und gesondert gekennzeichnet.
Bei Plätzen sind die Maße in der Form a × b für rechteckige Anlagen und für (ungefähr) dreieckige Anlagen als a × b × c mit a als längster Seite angegeben.
Sofern die Straße auch in benachbarte Ortsteile weiterführt, gibt der Zusatz ‚im Ortsteil‘ an, wie lang der Straßenabschnitt innerhalb des Ortsteils dieses Artikels ist.
- Namensherkunft: Ursprung oder Bezug des Namens.
- Anmerkungen: weitere Informationen über anliegende Baudenkmale oder Institutionen, die Geschichte der Straße und historische Bezeichnungen.
- Bild: Foto der Straße oder eines anliegenden Objektes.

| Name/Lage                  | Länge/Maße (in Metern) | Namensherkunft | Datum der Benennung | Anmerkungen | Bild                                                                                       |
| -------------------------- | ---------------------- | --- | ------------------- | --- | ------------------------------------------------------------------------------------------ |
| Altonaer Straße (Lage)     | 0470 (im Ortsteil)     | Altona, bis 1937 Stadt in der preußischen Provinz Schleswig-Holstein, seitdem Stadtteil von Hamburg                                                               | 1879                | Im Nordwesten endet die Straße an der über die Spree nach Moabit führenden Hansabrücke. Im Südosten führt die Straße in den Ortsteil Tiergarten und endet dort am Großen Stern. | Altonaer Straße · Altonaer Straße                                                          |
| Bachstraße (Lage)          | 0650                   | Johann Sebastian Bach (1685–1750), Komponist | 1889                | Die Straße verläuft von der Straße des 17. Juni bis zur Altonaer Straße parallel zu den Viaduktbögen der Stadtbahn. Am südlichen Ende der Straße liegt der Bahnhof Tiergarten der Stadtbahn. | Bachstraße · Wandmalerei von Ben Wagin 1975                                                |
| Bartningallee (Lage)       | 0570                   | Otto Bartning (1883–1959), am Wiederaufbau des Hansaviertels beteiligter Architekt                                                                                | 1960                | Im Nordosten endet die Straße an der über die Spree nach Moabit führenden Moabiter Brücke. An der Bartningallee liegt der Bahnhof Bellevue der Berliner Stadtbahn. Der Abschnitt zwischen Bahnhof Bellevue und Moabiter Brücke hieß bis zu seiner Umbenennung Brückenallee. | Bartningallee                                                                              |
| Claudiusstraße (Lage)      | 0240                   | Matthias Claudius (1740–1815), Dichter und Journalist | 1879                | Das 1893 errichtete Haus Nr. 5 von Conrad Hölzel ist ein gelistetes Baudenkmal. | Claudiusstraße                                                                             |
| Cuxhavener Straße (Lage)   | 090                    | Cuxhaven, bis 1937 zu Hamburg gehörige Hafenstadt an der Nordsee, heute Kreisstadt des Landkreises Cuxhaven in Niedersachsen                                      | 1879                | Der südlich des Stadtbahnviadukts gelegene Teil der Straße wurde beim Wiederaufbau des Hansaviertels in den 1950er Jahren überbaut. Hier befindet sich die Botschaft von Honduras. | Berlin-Hansaviertel Cuxhavener Straße Honduranische Botschaft                              |
| Flensburger Straße (Lage)  | 0390                   | Flensburg, kreisfreie Stadt in Schleswig-Holstein | 1879                | An der Straße liegt ein für das Hansaviertel der Vorkriegszeit typisches Bauensemble, die Nummern 5, 7, 9, 11 und 13. | Flensburger Straße 5–13                                                                    |
| Flotowstraße (Lage)        | 0190                   | Friedrich von Flotow (1812–1883), Komponist | 1904                | Die als Straße 5a der Abt. V/2 des Bebauungsplans angelegte Straße erhielt wie andere Straßen im Hansaviertel den Namen eines bekannten Komponisten. Sie führt von der Bachstraße zum Schleswiger Ufer. | Flotowstraße                                                                               |
| Händelallee (Lage)         | 0600                   | Georg Friedrich Händel (1685–1759), deutsch-britischer Komponist                                                                                                  | 3. Mai 1935         | Ursprünglich verlief die Händelallee in Ost-West-Richtung von Klopstock- über Lessingstraße bis Altonaer Straße. Sie trug von 1879 bis 1935 den Namen Händelstraße. Durch die Umgestaltung des Hansaviertels im Zuge der Interbau 1957 wurden verschiedene Straßenzüge verändert. So wurde der östliche Abschnitt der Händelallee 1956 eingezogen und diese auf einer neuen Trasse hufeisenförmig wieder zur Klopstockstraße geführt. Dieser neue Straßenabschnitt erhielt mit Wirkung vom 28. März 1958 den Namen Händelallee. In der Straße liegt der Neubau der Kaiser-Friedrich-Gedächtniskirche. Der Wohnblock Nr. 1–9 stammt von Walter Gropius. | Das Grips-Theater am Kaiser-Friedrich-Gedächtniskirche · Händelalle 1–9 von Walter Gropius |
| Hansaplatz (Lage)          | 200 × 200              | nach der Hanse, einem mittelalterlichen Bund von Städten und Kaufleuten                                                                                           | 23. Mai 1879        | Der Hansaplatz liegt zu beiden Seiten der Altonaer Straße und der Klopstockstraße/Bartningallee. Hier liegen der U-Bahnhof Hansaplatz, die St. Ansgar-Kirche von Willy Kreuer sowie das Grips-Theater. Im südlichen Segment zwischen Altonaer Straße und Klopstockstraße liegt die von Werner Düttmann entworfene Hansabücherei. | Berlin-Hansaviertel Hansaplatz · Berlin-Hansaviertel Hansaplatz                            |
| Hanseatenweg (Lage)        | 0260                   | Hanseat, Bezeichnung für die Bürger der deutschen Hansestädte | 28. März 1958       | An der Straße liegt das Gebäude der früheren West-Berliner Akademie der Künste von Werner Düttmann. | Akademie der Künste                                                                        |
| Holsteiner Ufer (Lage)     | 0580                   | Holstein, bis 1864 Herzogtum, nach 1867 Teil der preußischen Provinz Schleswig-Holstein, seit 1946 Teil des Landes Schleswig-Holstein                             | 23. Mai 1879        | Die Straße verläuft entlang des Südufers der Spree. Das Gebäudeensemble Nr. 14–24 ist ein gelistetes Baudenkmal. | Berlin-Hansaviertel Holsteiner Ufer                                                        |
| Joseph-Haydn-Straße (Lage) | 0100                   | Joseph Haydn (1732–1809), österreichischer Komponist | 9. Jan. 1901        | Sie verbindet die Bach- mit der Klopstockstraße. 1957 wurde der Straßenteil zwischen Klopstockstraße und Straße des 17. Juni eingezogen. | Joseph-Haydn-Straße                                                                        |
| Klopstockstraße (Lage)     | 0560                   | Friedrich Gottlieb Klopstock (1724–1803), Dichter | 23. Mai 1879        | Die Straße Nr 2, Abt. V/2 des Bebauungsplans wurde von der Berlin-Hamburger Immobilien-Gesellschaft im Jahr 1878 auf den Schöneberger Wiesen angelegt. Sie ist eine der ältesten Straßen des Hansaviertels. Durch die Neugestaltung des Hansaviertels wurde dieser Abschnitt 1957 teilweise eingezogen bzw. erhielt am 28. März 1958 den Namen Brückenallee (heute: Bartningallee). In der Klopstockstraße befand sich das im Zweiten Weltkrieg zerstörte Kaiserliche Gesundheitsamt. Die Straße verläuft als Weg zusätzlich parallel zur eigentlichen Straße.                                                                                         | Hochhaus in der Klopstockstraße · Kaiserliches Gesundheitsamt                              |
| Lessingstraße (Lage)       | 0410                   | Gotthold Ephraim Lessing (1729–1781), Dichter | 23. Mai 1879        | Im Nordosten endet die Straße an der über die Spree nach Moabit führenden Lessingbrücke. In der Lessingstraße 33 lebte bis 1940 Nelly Sachs, die spätere Literaturnobelpreisträgerin (Berliner Gedenktafel am Haus Nr. 33). | Lessingstraße                                                                              |
| Schleswiger Ufer (Lage)    | 0230                   | Schleswig, bis 1864 Herzogtum unter dänischer Oberhoheit, nach 1867 Teil der preußischen Provinz Schleswig-Holstein, seit 1946 Teil des Landes Schleswig-Holstein | 23. Mai 1879        | Der vorherige Name war Straße 4b. Sie verläuft entlang des Südufers der Spree. Auf Höhe von Siegmunds Hof führt der Wüllenwebersteig zum Hansa-Ufer über die Spree. | Schleswiger Ufer                                                                           |
| Siegmunds Hof (Lage)       | 0260                   | Johann Gottfried Siegmund (1792–1865), Berliner Bankier und Kaufmann                                                                                              | 1862                | Siegmund ließ die Straße als Privatstraße auf seinem Grundbesitz anlegen. Am 23. Januar 1888 erfolgte die öffentliche Widmung. Am nördlichen Ende der Straße führt die Fußgängerbrücke Wullenwebersteg über die Spree nach Moabit. Hier eröffnete Ben Wagin am 3. Mai 1962 seine Galerie S am Studentenwohnheim Siegmunds Hof. | Siegmunds Hof                                                                              |
| Straße des 17. Juni (Lage) | 0100 (im Ortsteil)     | nach dem Aufstand des 17. Juni 1953 | 13. Juli 1953       | Von der Straße des 17. Juni liegt nur das Grundstück Nr. 100 mit dem heute als Schnellrestaurant genutzten Berlin-Pavillon im Hansaviertel. Bis auf dieses Grundstück verläuft die Straße in den Ortsteilen Charlottenburg und Tiergarten. | Berlin-Pavillon                                                                            |